# Таиландская епархия
Таила́ндская епа́рхия — епархия Русской православной церкви, объединяющая десять приходов, мужской монастырь и духовное училище на территории Таиланда, а также приходы на территории Королевства Камбоджа, Лаосской Народно-Демократической Республики и Республики Союз Мьянма. Входит в состав Патриаршего экзархата Юго-Восточной Азии.
Ранее действовала как Патриаршее благочиние в Королевстве Таиланд (или Православная церковь в Королевстве Таиланд), образованное 21 октября 2016 года решением Священного синода Русской православной церкви; находилась в непосредственном каноническом подчинении патриарху Московскому и всея Руси.

## История
С середины 1990-х годов всё большое количество выходцев из бывшего СССР приезжало в Таиланд. В тот период времени на всей территории Королевства не было ни одного православного храма. Как вспоминал о начале своего служения в Королевстве архимандрит Олег (Черепанин), «это был конец 1990-х годов; тогда в Таиланд стали приезжать русские, чтобы заниматься бизнесом. В России тогда было очень тяжело, а в Таиланде можно было неплохо жить. Но наших храмов на огромных просторах Юго-Востока — от России до Австралии — не было. <…> был только единственный православный храм в Гонконге, да и тот был не в юрисдикции Московского Патриархата. Открытие прихода в Таиланде — это исключительно инициатива русских, проживающих в этой стране». В ответ на многочисленные обращения православных верующих, в основном граждан бывшего СССР Священный Синод Русской православной церкви 28 декабря 1999 года принял решение об открытии в Бангкоке Николаевского прихода. Этим же решением первым настоятелем новообразованного прихода был назначен клирик Ярославской епархии игумен Олег (Черепанин).
27 декабря 2001 года, рассмотрев деятельность Николаевского прихода в Бангкоке, Священный Синод Русской Православной Церкви принял решение об открытии в Королевстве Таиланд Представительства Русской Православной Церкви (Московский Патриархат). Представителем РПЦ в Таиланде определено быть игумену Олегу (Черепанину), которому также было благословлено осуществлять духовное окормление православных верующих в Королевстве Камбоджа и в Лаосской Народно-Демократической Республике. Представительство осуществляло контрольно-административное наблюдение и духовное попечение за православными приходами на территории Королевства Таиланд, Королевства Камбоджи и Лаосской Народно-Демократической Республики, входящих в юрисдикцию Московского Патриархата и определяло общую концепцию развития Православия в этих странах на основании инструкций и указаний Священноначалия Русской православной церкви.
С регистрацией Русской православной церкви в Таиланде в 2008 году стало возможным открывать приходы по всей стране, которых к 2018 года стало 10, причём для всех них были построены постоянные храмы. Кроме того, на острове Пхукет было построено и открыто духовное училище для подготовки православных клириков из коренных жителей Юго-Восточной Азии, перешедших в православие. Были созданы 3 прихода в Камбодже, причём для двух из них построены храмы. Предпринимались попытки начать миссионерскую деятельность в Лаосе.
21 октября 2016 года Священный Синод Русской православной церкви образовал Патриаршее благочиние в составе приходов, находящихся в Королевстве Таиланд, назначив благочинным упомянутых приходов архимандрита Олега (Черепанина), представителя Русской Православной Церкви в Королевстве Таиланд. При этом приходы в Камбодже и Лаосе, ранее подчинённые представительству, отошли в ведение епископа Солнечногорского Сергия (Чашина).
7 марта 2018 года Священный Синод включил в состав благочиния приходов Московского Патриархата в Таиланде 8 приходов: Троицкий на о. Пхукет, Всехсвяткий в Паттайе, Покровский в Паттайе, Вознесенский на острове Самуи, Сергиевский на острове Чанг, Царственных страстотерпцев в Хуахине, Владимирский в Чиангмае, Серафимовский на острове Панган.
26 февраля 2019 года Священный Синод упразднил благочиние приходов Московского Патриархата в Таиланде и образовал Таиландскую епархию в пределах Королевства Таиланд, Королевства Камбоджа, Лаосской Народно-Демократической Республики и Республики Союз Мьянма, с титулом епархиального архиерея «Бангкокский и Пномпеньский».
В марте 2019 года Православные верующие в Мьянме образовали православную общину в стране.

## Правящие архиереи
1. Сергий (Чашин) (с 26 февраля 2019 года) в/у, митрополит Сингапурский

## Храмы

### Таиланд
На территории Таиланда в настоящее время действуют десять православных приходов и монастырь:
- Свято-Николаевский собор в Бангкоке. Приход основан архимандритом Олегом (Черепаниным) согласно решению Священного Синода Русской Православной Церкви от 28 декабря 1999 года. Первоначально использовал для богослужений арендованное помещение. В 2012—2013 годы было построено полноценное храмовое здание. 16 февраля 2014 года состоялась церемония освящения храма[11].
- Церковь во имя Всех Святых в городе Паттайя. Приход основан 8 июля 2008 года. Храм возведён в июле-ноябре 2009 года, став первый полноценным православным храмом в Таиланде. Освящён 20 декабря 2009 года. В 2015—2016 годы храм был существенно расширен. Настоятель — протоиерей Данай (Даниил) Ванна.
- Церковь во имя Святой Живоначальной Троицы на острове Пхукет. Приход основан 18 июля 2008 года. Храм построен в 2009—2011 годы. Великое освящение состоялось 9 февраля 2012 года. Настоятель — иерей Роман Бычков. Самый большой в Таиланде православный храм[12].
- Успенский монастырь в тамбоне (сельском округе) Ангтхонг района Мыанг Ратбури провинции Ратбури со Свято-Успенским храмом. Земля приобретена 17 февраля 2009 года. Строительство велось в 2009—2011 годы. 9 февраля 2012 года состоялось великое освящение. Настоятелем монастыря является архимандрит Олег (Черепанин), который в нём не живёт.
- Церковь Вознесения Господня на острове Самуи в провинции Сураттхани. Приход основан 28 марта 2009 года. Строительство храма началось в 2010 году, а малое освящение состоялось 13 июня 2013 года. Настоятель — иерей Алексей Головин[13]. 9 февраля 2014 года архиепископ Егорьевский Марк (Головков) совершил чин великого освящения.
- Церковь в честь Покрова Пресвятой Богородицы в городе Паттайя. Приход основан 3 сентября 2011 года. Построен в 2012—2013 годы. Освящён 15 февраля 2014 года. Настоятель — иерей Иоанн Мороз
- Церковь во имя Святых Царственных страстотерпцев в городе Хуахине (провинция Прачуапкхирикхан). Приход основан 4 апреля 2013 года. Строительство храма велось в 2013—2014 годы. 8 февраля 2015 года состоялось великое освящение храма[14]. Русская община в Хуахине на начало 2014 года насчитывала около 300 человек[15].
- Церковь Сергия Радонежского на острове Чанг (провинция Трат). Община создана 9 апреля 2013 года. В феврале 2014 года архиепископом Марком (Головковым) освящено место закладки[16]. 12 февраля 2015 года состоялось великое освящение возведённого храма[17].
- Храм во имя святого равноапостольного великого князя Владимира в Чиангмае («северной столице» королевства). Освящён 1 ноября 2015 года.
- Храм в честь преподобного Серафима Саровского на острове Панган. 21 апреля 2016 года протоиерей Даниил Ванна приобрёл земельный участок на острове под строительство там православного храма, который станет 10-м православным храмом на таиландской земле[18]. Освящён 29 октября 2017 года[19].
- Православное духовное училище в Таиланде с учебным храмом святителя Иннокентия. Расположено на острове Пхукет в непосредственной близости от Троицкой церкви. Построено в 2015—2016 годы. С сентября 2016 года в духовной училище проводится образовательная деятельность.

Планируется строительство второго храма в Бангкоке.

### Камбоджа
- Храм во имя великомученика Георгия Победоносца в Пномпене. Приход создан 13 сентября 2012 года. 6 мая 2015 года архимандрит Олег (Черепанин) совершил чин закладки храма[21]. 19 августа 2017 года в храме начались регулярные богослужения[22]. 30 апреля 2023 года митрополит Сингапурский и Юго-Восточно-Азиатский Сергий (Чашин) совершил чин великого освящения храма[23].
- Храм во имя великомученика Пантелеимона в Сиануквиле. Приход создан 14 сентября 2012 года. 12 февраля 2014 года архиепископ Марк (Головков) совершил закладку и чин освящения закладного камня в основание строящегося храма. 25 октября 2015 года храм был освящён[24].
- Приход Казанской иконы Божией Матери в Сиемреапе. 12 февраля 2014 года архиепископ Марк (Головков) совершил чин закладки храма[25]. Долгое время приход не имел ни храма, ни постоянного священника[26]. Только в январе 2023 года удалось открыть домовый храм в честь Казанской иконы Божией Матери, первое богослужение в котором состоялось 8 января 2023 года[27].

### Мьянма
- Приход Преображения Господня в Янгоне[28]. Основан в марте 2019 года[29]. В 2023 году государственными властями Мьянмы был передан участок для строительства православного храма[30].  В настоящее время приход не имеет ни храма, ни постоянного священника. Богослужения нерегулярные[31].

### Лаос
- Приход благоверного великого князя Александра Невского во Вьентьяне. Основан в 2022 году[32]. 4 февраля 2024 года начались постоянные богослужения[33].